# David Grindley
David Grindley (Wigan, Gran Mánchester, Reino Unido, 29 de octubre de 1972) es un atleta británico retirado, especializado en la prueba de 4x400 m en la que llegó a ser medallista de bronce olímpico en 1992.

## Carrera deportiva
En los JJ. OO. de Barcelona 1992 ganó la medalla de bronce en los relevos 4x400 m, con un tiempo de 2:59.73 segundos, llegando a la meta tras Estados Unidos y Cuba, siendo sus compañeros de equipo: Roger Black, Kriss Akabusi, John Regis, Du'aine Ladejo y Mark Richardson.